# یونگ تاک
پارک یونگ تاک (کره‌ای: 박영탁؛ زادهٔ ۱۳ مه ۱۹۸۳) که بیشتر با نام یونگ تاک (کره‌ای: 영탁) شناخته می‌شود، خواننده، ترانه‌سرا، بازیگر و مجری تلویزیونی اهل کره جنوبی است. او حرفهٔ خود را به عنوان خوانندهٔ بالاد آغاز کرد و نخستین آلبوم خود را به نام Young Tak Disia منتشر کرد.